# Narcissus sección Apodanthi
Apodanthi es una sección de plantas bulbosas perteneciente al género Narcissus dentro de la familia de las amarilidáceas.

## Especies
- Narcissus albimarginatus D. & U.Müller-Doblies
- Narcissus atlanticus Stern
- Narcissus calcicola Mendonça
- Narcissus cuatrecasasii Fernández Casas, Laínz & Ruiz Rejón
- Narcissus rupicola Dufour
  - subsp. rupicola
  - subsp. marvieri (Jahandiez & Maire) Maire & Weiller,
  - subsp. watieri (Maire) Maire & Weiller,
- Narcissus scaberulus Henriques